# Tumba de Alina
La tumba de Alina es una tumba egipcia antigua del tiempo de Tiberio o Adriano, excavada en Hawara en 1892.

## Hallazgo
En la segunda mitad del siglo XIX, el creciente interés en la historia, cultura y arte del antiguo Egipto llevaron a una auténtica competencia entre varias naciones europeas, con el objetivo de asegurarse el mayor número de hallazgos de la mejor calidad posible para sus museos nacionales. En este contexto general, el arqueólogo alemán Richard von Kaufmann emprendió una breve campaña de excavaciones en Hawara en marzo de 1892; siendo su principal hallazgo la denominada Tumba de Alina. Un pasillo dirigía a un pozo en cuyo fondo se abría una sencilla cámara de ladrillo de 2,8 por 3,5 m que contenía ocho momias. Tres estaban sin decorar, dos tenían máscaras de cartonaje y otras tres adornadas con retratos pintados. La tumba no tenía ninguna superestructura externa.
Las tres momias con retratos descansaban al fondo; eran las de una mujer llamada Alina y sus dos hijas. Las dos momias con máscara estaban puestas en ángulo recto sobre ellas; eran las de un hombre y otra niña. Dos momias sin decorar, a su vez, estaban arriba, nuevamente en ángulo recto. En las momias del hombre, la mujer y las tres niñas, el envoltorio había sido además asegurado con sellos de arcilla, utilizando diferentes sellos. Uno representaba a Hércules luchando con el león de Nemea, los demás eran cabezas. No todos los sellos se han conservado. El ajuar funerario incluía una vasija de barro con un ramillete de flores, típico de tales tumbas. Había también una estela funeraria toscamente tallada, escrita en griego con la siguiente inscripción:
| Griego                                                              | Español                                                                                                |
| ------------------------------------------------------------------- | --- |
| ΑΛΙΝΗΙ Η ΚΑΙ ΤΈΝΩϹ ΗΡΩΔΟΥ ΧΡΉC ΤΗ ΧΑΙΡΕ ΠΟΛΛΑ ΕΤΟΥϹ Ι ΛΕ Λ ΜΕΣΟΡΉ Ζ | Alina también llamada Tenos hija de Herodes muy amada murió en el año 10, a los 35 años el 7 de Mesore |

La tumba fue nombrada por esta inscripción. Los expertos consideran que Alina es la mujer enterrada en la tumba equipada con un retrato pintado. Además, se cree que el hombre era su marido  y las niñas sus hijas. Como las edades y sexos de las momias sin decorar no se conocen, no pueden ser atribuidas de manera tan firme. La separación de la fecha en la inscripción en dos partes, resultado de la inserción de la edad de Alina en el medio, es inusual. Entonces era común en el Egipto romano contar los años a partir del ascenso del emperador actual, de la misma forma que durante milenios habían hecho contando los años desde el acceso al trono de cada faraón, así que la tumba puede ser datada, junto con el estilo de peinado del retrato, en el décimo año del reinado de Tiberio, 24 d. C. El mismo estilo de peinado femenino volvería a ponerse de moda cien años después, de modo que el décimo año de Adriano, por tanto el año 107, sería también una posibilidad para algunos, pero los expertos prefieren la fecha más temprana. Argumentos a favor de la fecha más tardía incluyen el estilo pictórico, propio del siglo II d. C., los tonos lilas de la túnica con dos líneas verticales o clavas, la representación de la mujer bien alimentada, así como el cabello y barba del hombre, pues fue el emperador Adriano quien volvió a poner de moda la barba entre los varones romanos. No está claro cuándo fueron depositadas las momias en la tumba y si todos fallecieron dentro de la misma generación.
La Tumba se encuentra en el Museo egipcio, Berlín. Parte de ella se encuentra en exhibición en el Altes Museum.

## Retratos pintados  y máscaras

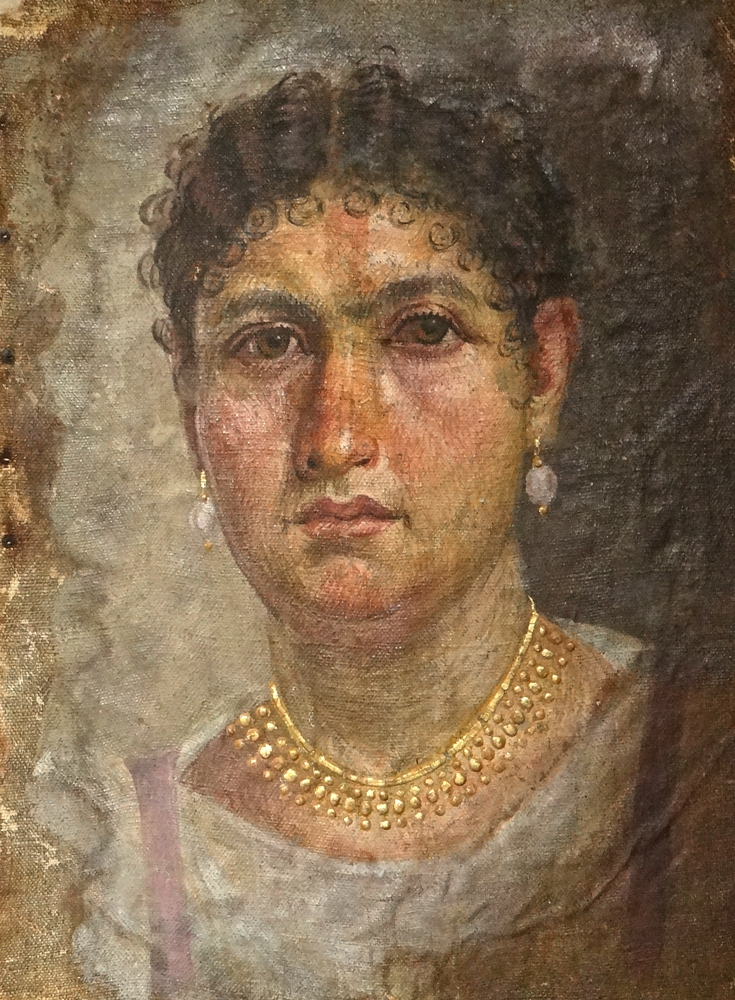
Retrato de Alina.

El retrato de Alina fue pintado al temple sobre lino, al igual que el de las niñas. Tiene una altura de 40 cm y una anchura de 32,5 cm. Bajo la tela pintada, trozos de lino presionados sobre la cara de la momia proporcionan una superficie uniforme, de modo que el retrato es casi plano. Algunos de los retratos fueron pintados antes de la muerte del individuo, pero en el caso de Alina, integrado en el envoltorio de la momia, fue claramente realizado después de la muerte, quizás basándose en un retrato anterior. Como es común en los retratos pintados funerarios del Egipto romano, la pintura produce la impresión de profundidad tridimensional, una característica relativamente reciente en el arte egipcio y debido a la influencia grecorromana, ya que las representaciones frontales de los rostros habían sido raras durante la mayor parte de la historia de la pintura egipcia. El peinado ondulado con raya central está pintado sencillamente, pero con detalle, destacando los bucles sobre la frente. La cara aparece llena, pero no gorda. Transmite la impresión de que esta mujer, que perteneció a los niveles medios o superiores de la sociedad egipcia, tuvo una buena vida. Sus joyas sencillas, pendientes y collar, están cuidadosamente representadas. El collar hecho de yeso dorado en relieve, fue añadido sobre el retrato. Alina lleva una túnica blanca o quitón, con bandas lilas delgadas (claves) verticales desde los hombros. Los colores son suaves. La mirada triste y melancólica es típica de los retratos funerarios pintados. En conjunto, es un magistral retrato de una mujer de mediana edad.

### Niñas
Las dos momias infantiles no han sido abiertas hasta ahora. A principios de los años 1990 fueron examinadas utilizando las técnicas modernas. El retrato de la mayor de las dos, probablemente la mediana de las tres hijas de Alina y su marido, se parece al de su madre. El retrato aparece un poco desplazado a la derecha en su espacio sobre la cabeza, destinado a evocar una ventana a través de la cual contemplar al difunto. Al igual que las otras niñas y el hombre, su nombre es desconocido. Aunque murió con cuatro años, lleva también collar y pendientes y un peinado a la moda, corto y rizado.

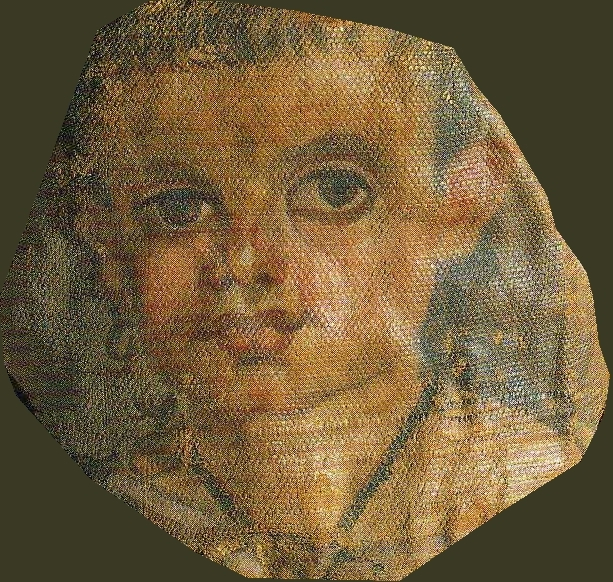
Retrato de la niña más pequeña.

Durante mucho tiempo, se creyó que la niña pequeña era un niño, pero los exámenes modernos descubrieron que el infante de mejillas regordetas y orejas de soplillo era una niña. Alrededor de su cuello aparece una cinta de cuero con un colgante en forma de lunula, un amuleto apotropaico generalmente llevado por mujeres o niñas. Su quitón es violeta, un color exclusivo de las mujeres. Está un poco caído exponiendo su hombro izquierdo, un atributo de la diosa Afrodita, destinado a insinuar una atracción erótica. Era generalmente mostrado en retratos de mujeres e incluso niñas pequeñas. Por tanto, el género de este difunto de tan solo dos años, es indudablemente femenino.

### Máscaras de cartonaje
En contraste con los retratos pintados, las máscaras funerarias estaban menos preocupadas por representar características individuales. Seguían la milenaria tradición autóctona egipcia, mostrando el rostro idealizado y eternamente joven del difunto en el más allá. La máscara de la momia masculina está dorada. Aun así, sigue el estilo de los bustos romanos, mostrando el torso hasta los brazos, sujetando un ramo de flores, y con la toga puesta a modo de velo, como durante las ceremonias y actos litúrgicos. El encontrar máscaras y retratos en la misma tumba muestra que ambas formas de tratar a los muertos no solo coexistían al mismo tiempo, sino que podían ser utilizadas por la misma familia en su tumba.

## Galería

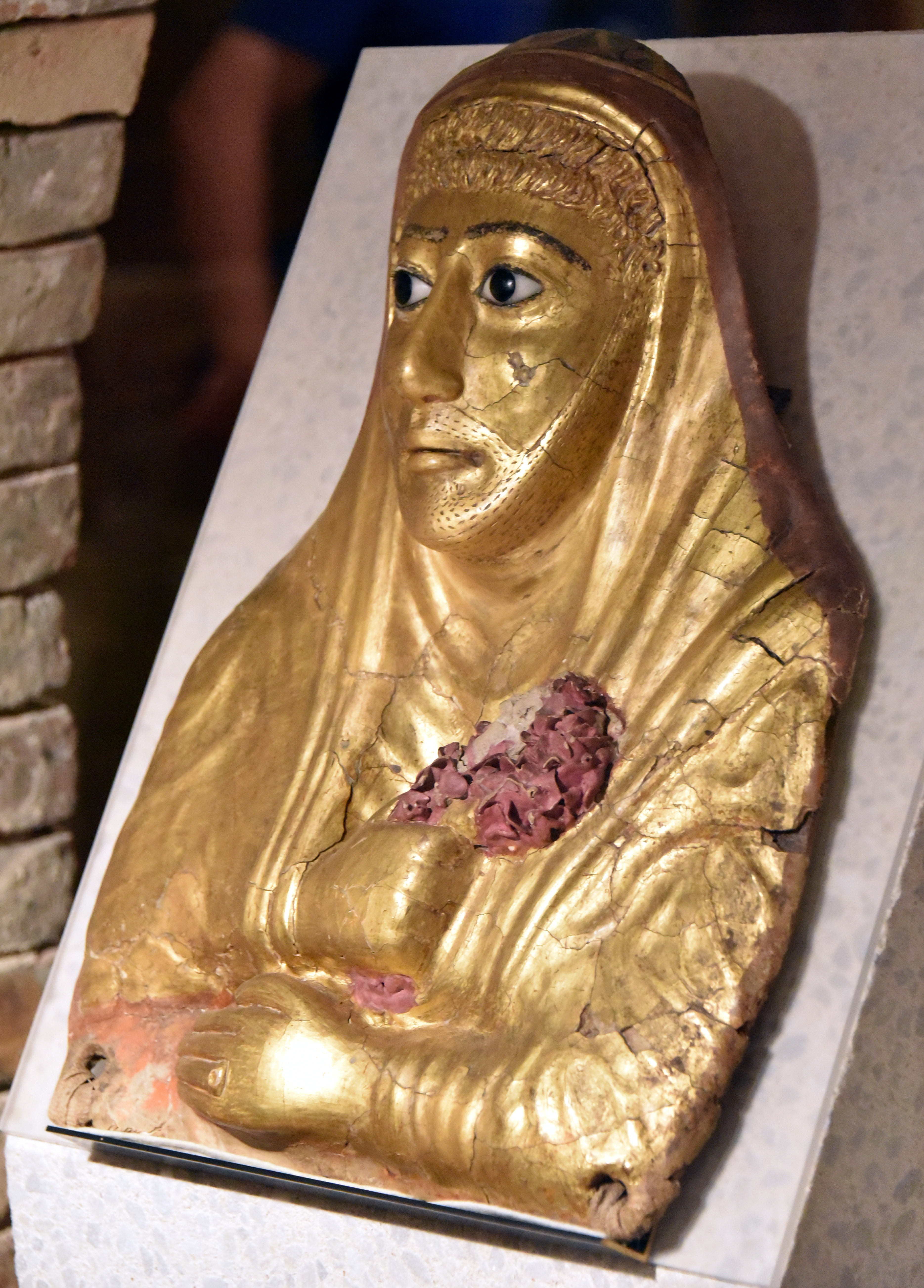
Máscara de la momia del marido de Alina.
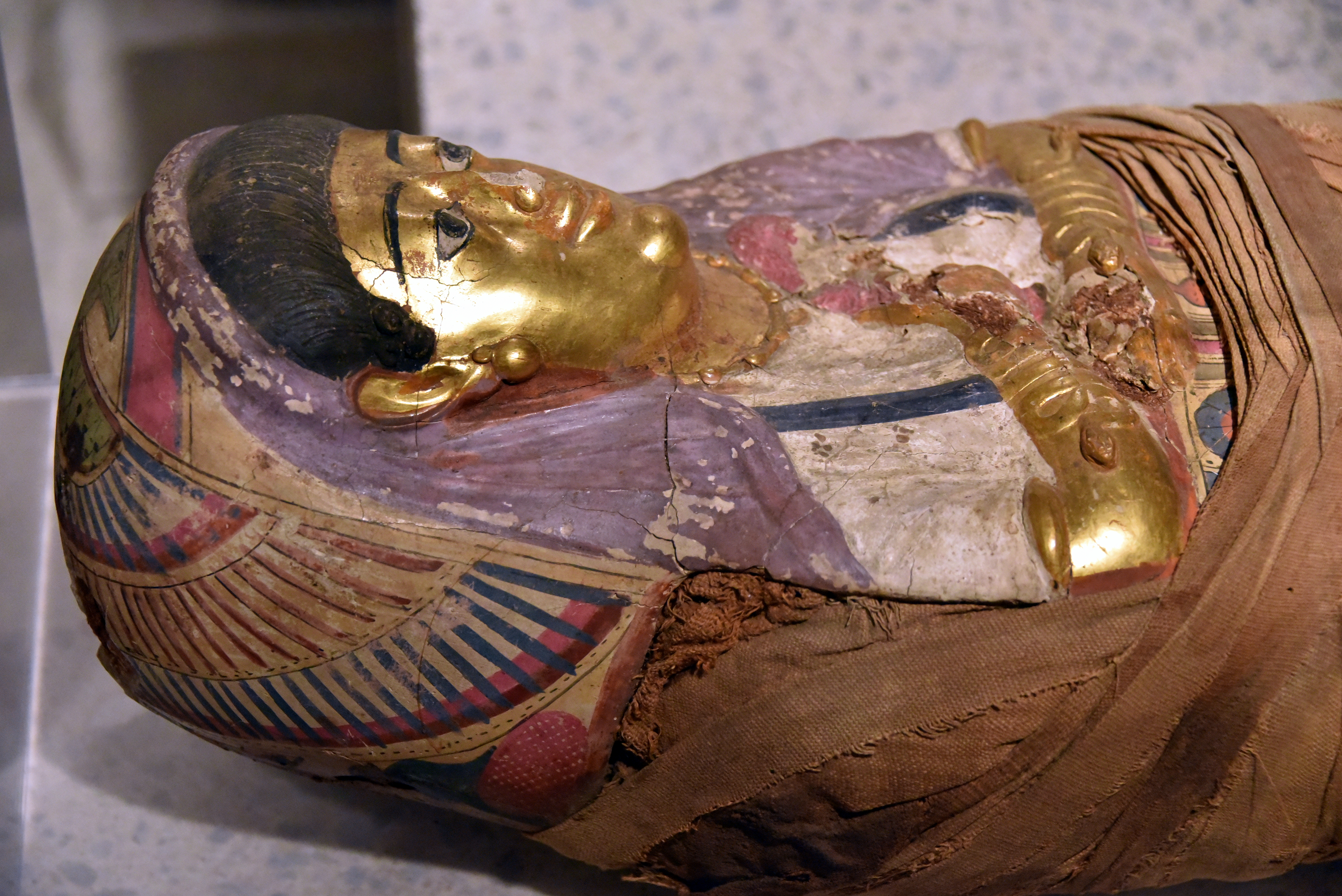
Máscara y envoltorio de la momia de la hija mayor de Alina, muerta con seis años.
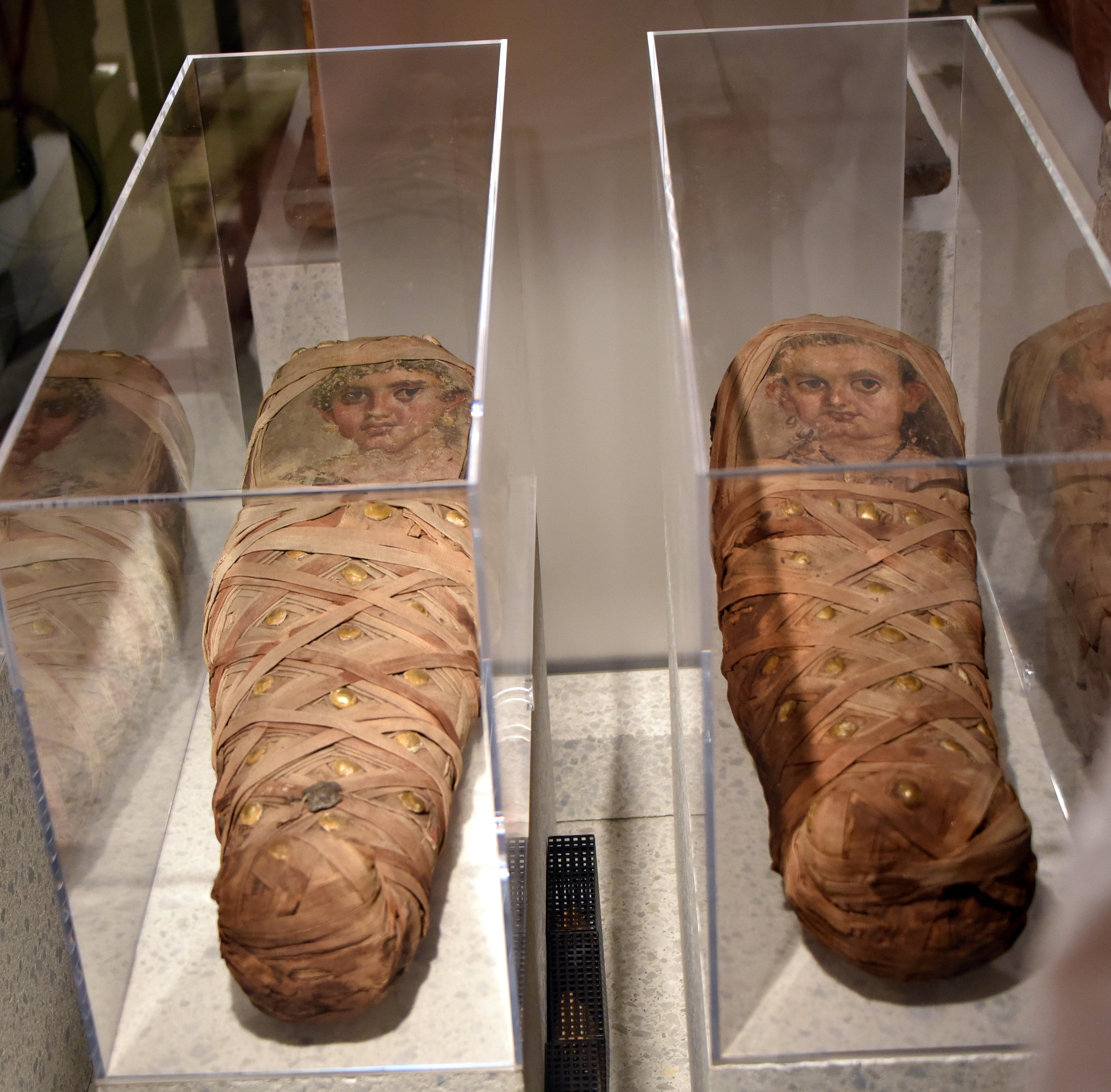
Las dos momias con sus retratos de las dos hijas menores de Alina.